# Oleg Ivanov
Oleg Aleksandrovich Ivanov (Moscou, 4 de agosto de 1986) é um futebolista russo que atua como meio-campista. Atualmente, atua pelo Rubin Kazan.

## Carreira
Oleg Aleksandrovich Ivanov fez parte do elenco da Seleção Russa de Futebol da Eurocopa de 2016.